# Efferia senilis
Efferia senilis är en tvåvingeart som först beskrevs av Christian Rudolph Wilhelm Wiedemann 1828.  Efferia senilis ingår i släktet Efferia och familjen rovflugor. Inga underarter finns listade i Catalogue of Life.